# Сан-Хосе-Чьяпа (муниципалитет)
Сан-Хосе-Чьяпа (исп. San José Chiapa) — муниципалитет в Мексике, штат Пуэбла, с административным центром в одноимённом городе. Численность населения, по данным переписи 2010 года, составила 8 087 человек.

## Общие сведения
В названии муниципалитета присутствуют две составляющие: San José — в честь Святого Иосифа, и Chiapa — с астекского можно перевести как илистое болото.
Площадь муниципалитета равна 177 км², что составляет менее 0,52 % от площади штата. Он граничит с другими муниципалитетами Пуэблы: на востоке с Орьенталем и Сан-Сальвадор-эль-Секо, на юге с Масапильтепек-де-Хуаресом, на западе с Рафаэль-Лара-Грахалесом и Нопалуканом, а на севере с другим штатом Мексики — Тласкала.

## Учреждение и состав
Муниципалитет был образован в 1895 году, в его состав входит 27 населённых пунктов, самые крупные из которых:
| Код INEGI | Населённый пункт                           | Численность населения (2005 год) | Численность населения (2010 год) |
| 128       | Всего                                      | 7 414                            | 8 087                            |
| 0001      | Сан-Хосе-Чьяпа (административный центр)    | 4 419                            | 4 821                            |
| 0008      | Сан-Хосе-Осумба (исп. San José Ozumba)     | 1 361                            | 1 528                            |
| 0011      | Нуэво-Висенсио (исп. Nuevo Vicencio)       | 580                              | 581                              |
| 0007      | Сан-Хосе-Осумба (исп. San José Morelos)    | 289                              | 311                              |
| 0006      | Сан-Исидро-Овандо (исп. San Isidro Ovando) | 238                              | 248                              |
| 0017      | Ла-Пурисима (исп. La Purísima)             | 236                              | 243                              |

## Экономическая деятельность
По статистическим данным 2010 года, работоспособное население занято по секторам экономики в следующих пропорциях: сельское хозяйство и скотоводство — 43,6 %, обрабатывающая и производственная промышленность — 32,3 %, сфера услуг и туризма — 23,4 %.

## Инфраструктура
По статистическим данным 2010 года, инфраструктура развита следующим образом:
- электрификация: 98 %;
- водоснабжение: 97,4 %;
- водоотведение: 71,1 %.

## Туризм
Основные достопримечательностями:
- Церковь Святого Хосе, построенная в XVII веке;
- Бывшие асьенды Охо-де-Агуа, Осумба и Висенсио;
- Озеро Тотольсинго, где можно наблюдать канадских уток, цаплю и водных змей.